# Torcieu
Torcieu település Franciaországban, Ain megyében. Lakosainak száma 744 fő (2022. január 1.). Torcieu Ambérieu-en-Bugey, Bettant, Cleyzieu, Saint-Rambert-en-Bugey, Souclin és Vaux-en-Bugey községekkel határos.

## Népesség
A település népessége az elmúlt években az alábbi módon változott:
| Lakosok száma | 429  | 543  | 569  | 663  | 719  | 730  | 726  | 729  | 734  | 744  |
|               | 1968 | 1982 | 1990 | 2006 | 2013 | 2015 | 2017 | 2019 | 2020 | 2022 |